# 国鉄マニ36形客車
国鉄マニ36形客車（こくてつマニ36がたきゃくしゃ）は、日本国有鉄道（国鉄）の保有した鉄道車両のうち座席車などの改造により1966年より製造した客車の車両群を指す。カナ記号「マニ」は積車重量が42.5 - 47.5tの荷物車であることをあらわし、おもに小荷物の輸送に使用された。
なお、改造方法および車室構成などの点で関連性が高いことから、1962年より三等荷物車を改造したマニ35形、1967年より新聞パレット輸送用に改造されたマニ37形についても本項で併せて解説する。

## 概要
需要増と世代交代に応えるために - マニ35・36形
それまで鉄道による新聞・小荷物輸送にはおもに戦前製の車両および戦災復旧車などを中心に運用されてきたが、1950年代に入り輸送量が急増したことからこれに対応するため、木造車の鋼製車体化によるマニ60形の増備や60系合造車のマニ60形化などが行われた。しかし、老朽化の著しい車両を置き替えるにいたり必要となる車両数が不足してきたことから特別二等車（いわゆる特ロ）の増備により余剰となった普通二等車（いわゆる並ロ）や三等荷物車などを改造して全室荷物車としこれに充当することとした。
上記の経緯により1962年より三等荷物車を改造してマニ35形が製造され、その後1966年からはマニ35形の実績をもとに室内構成を変更し旧二等車を改造してマニ36形が製造された。1970年代に入り改造に必要となる旧二等車が払底したことからスハ32形やオハ35形からの改造が行われ、マニ36形は最終的に1977年まで増備されることとなる。
荷物輸送の効率化を目指して - マニ37形
一方これまでバラ積みであったことから積み替えや荷扱いに多くの人員を必要とし、また停車駅での荷扱いが列車の遅延など列車ダイヤに与える影響が大きくなってきたことから効率的な輸送および労力の削減を目的とした鉄道荷物のパレット輸送が開始されることとなり、これに対応するために冷房装置取付を見送られた特別二等車や寝台車（スロネ30形）などを改造してマニ37形が製造され1968年10月のダイヤ改正時から新聞輸送運用に使用開始された。

## 運用の変遷
「座席車改造」荷物車群による老朽荷物車の代替はマニ35形により1962年より開始され、1966年以降マニ36形により本格的に行われた。1970年代に入るとマニ36形による代替の対象はマニ35形にも及び、1970年代中ごろにはマニ60形とあわせ「国鉄の荷物車の主力」として日本国内の各路線で広範に運用された。
一方1968年10月のダイヤ改正（ヨンサントオと通称される）より運用開始したマニ37形はスニ40形とともに鉄道荷物のパレット輸送化に貢献し、荷物専用列車によるもののほか旅客列車に併結され新聞輸送を中心に運用された。
マニ37形が旅客列車に併結されて運用された代表的な列車に上野 - 福井間を信越本線経由で運行した夜行急行「越前」がある。
「越前」には1968年10月ダイヤ改正以降定期列車としての運行終了時まで福井客貨車区（金フイ）のマニ37形が連結され、新潟県西部地区向けの朝刊の輸送に使用されていた。
1977年よりマニ50形が、1978年からはマニ44形がそれぞれ新製投入されたこと、鉄道荷物輸送の需要減などにより一線を退いた車両は事業用車に改造（#事業用車への改造参照）された車両を除き順次除籍され、1986年11月のダイヤ改正により鉄道荷物輸送が廃止されたことによりすべての車両がその用途を失い1987年4月の国鉄分割民営化にともない東日本旅客鉄道（以下「JR東日本」）に承継されたマニ36形5両を除きすべての車両が除籍された。
JR東日本に承継されたマニ36形は尾久客車区（現在の尾久車両センター）に配置され所属車両の大宮工場（現在の大宮総合車両センター）入出場時の控え車として使用されたが、1989年に除籍され形式消滅となり（マニ35・36・37形としての）残存車両はない。

## 形式別解説
この節では、各形式ごとに改造元車両別について解説する。（見出しの形式は国鉄客車の車両形式#1941年称号規程による形式を示し、後年の改造による形式変更は必要に応じ本文中にて解説する。）
また電気暖房装置を設備する車両には改造後の番号に2000が付加される。

### マニ36形
概要に記したように老朽化した戦前製荷物車を置き替えるために余剰座席車を改造して1966年より登場した荷重14t・バラ積み用の荷物車である。
主に旧並ロやロハが改造されたが、施工時期の関係でスハニ35形や特ロ・寝台車（301以降の番号を有する車両）、普通車（スハ32・オハ35形）が含まれるため同一形式中に複数の車体形状の車両が混在しているが、それにもかかわらず同一形式とされたのは車内設備をすべて取り払ったのちに元形式によらずほぼ同一の設備を設けたことから荷物車としての構造に大差がないためと考えられる。
荷物車化にあたっては上記のとおり車内設備を一切取り払ったのち側構は側窓の閉鎖と700mm幅化、1800mm幅の両開き側引戸の追設、出入台開戸の引戸への変更と踏み段の交換が行われ、外妻にある貫通路には開き戸が取り付けられた。室内には前位から荷受柱で仕切られた前位出入台（出入台の床には荷物室同様床桟と荷摺板が敷かれる）、床桟と荷摺板を設備する荷物室が設けられ後位には3位側に便所・4位側に貴重品室、荷扱乗務員および車掌が乗務する乗務員室が設備され、留置用の手ブレーキは4位内妻に設けられた。屋根上の通風器は一部の撤去および移設が行われたが、施工場区および施工時期によりその配置が形式図とは異なる車両もみられた。
のちに50系客車などとの併結のために元空気溜管の引き通し工事が施工された車両があり、該当車両には識別のため四角囲み"MR"が標記された。
外部色は従来の荷物車と同様ぶどう色2号とされたが、後年これを青15号とした車両が存在したといわれる。
以下改造元形式別の形態面の特徴と新旧番号の対照を解説する。

#### 旧スロハ31・スロハ32形（18両）
両形式を改造したグループの特徴として側窓は前位出入台寄り（旧ロ室側。この窓はもともとこの位置にあり700mm幅である。）の窓が前位出入台引戸の戸袋と重なるために窓保護棒が荷物室側にだけ設けられていることが挙げられる。
2001・2002・73 - 77
1966年から1967年にかけてスハ50形のうちスロハ31形の格下げ車を国鉄土崎工場で改造した車両で、二重屋根車。UF30台枠を使用する1935年度以降の車両が使用されている。
新旧番号対照は下記のとおり。
| 改造後の車号 | 改造前の車号 | 施工 | 落成後の配置区所 | 備考                       |
| ------------ | ------------ | ---- | ---------------- | -------------------------- |
| マニ36 2001  | スハ50 45    | 土崎 | 隅田川（東スミ） | JR東日本に承継後1989年廃車 |
| マニ36 2002  | スハ50 56    | 土崎 | 隅田川（東スミ） |                            |
| マニ36 73    | スハ50 32    | 土崎 | 竜華（天リウ）   |                            |
| マニ36 74    | スハ50 35    | 土崎 | 汐留（東トメ）   | 1982年オエ61 315に改造     |
| マニ36 75    | スハ50 43    | 土崎 | 汐留（東トメ）   |                            |
| マニ36 76    | スハ50 46    | 土崎 | 名古屋（名ナコ） |                            |
| マニ36 77    | スハ50 47    | 土崎 | 門司（門モシ）   |                            |

2013 - 2019・78・79・2080・2081
1966年から1967年にかけてスハ50形のうちスロハ32の格下げ車を多度津・土崎の各工場で改造した車両で、原則としてUF38台枠・リベット組立構体車が使用されている。
新旧番号対照は下記のとおり。
| 改造後の車号 | 改造前の車号 | 施工   | 落成後の配置区所 | 備考                   |
| ------------ | ------------ | ------ | ---------------- | ---------------------- |
| マニ36 2013  | スハ50 112   | 土崎   | 隅田川（東スミ） | 1980年オエ61 303に改造 |
| マニ36 2014  | スハ50 113   | 多度津 | 隅田川（東スミ） |                        |
| マニ36 2015  | スハ50 115   | 土崎   | 隅田川（東スミ)  | 1981年オエ61 311に改造 |
| マニ36 2016  | スハ50 116   | 土崎   | 隅田川（東スミ)  |                        |
| マニ36 2017  | スハ50 117   | 土崎   | 隅田川（東スミ)  |                        |
| マニ36 2018  | スハ50 119   | 土崎   | 隅田川（東スミ)  |                        |
| マニ36 2019  | スハ50 102   | 土崎   | 隅田川（東スミ)  |                        |
| マニ36 78    | スハ50 2102  | 土崎   | 門司（門モシ）   |                        |
| マニ36 79    | スハ50 2104  | 土崎   | 品川（東シナ）   |                        |
| マニ36 2080  | スハ50 2105  | 土崎   | 品川（東シナ）   |                        |
| マニ36 2081  | スハ50 2106  | 土崎   | 名古屋（名ナコ） |                        |
| マニ36 82    | スハ50 118   | 土崎   | 名古屋（名ナコ） |                        |

#### 旧スロ34・オロ35形（44両）

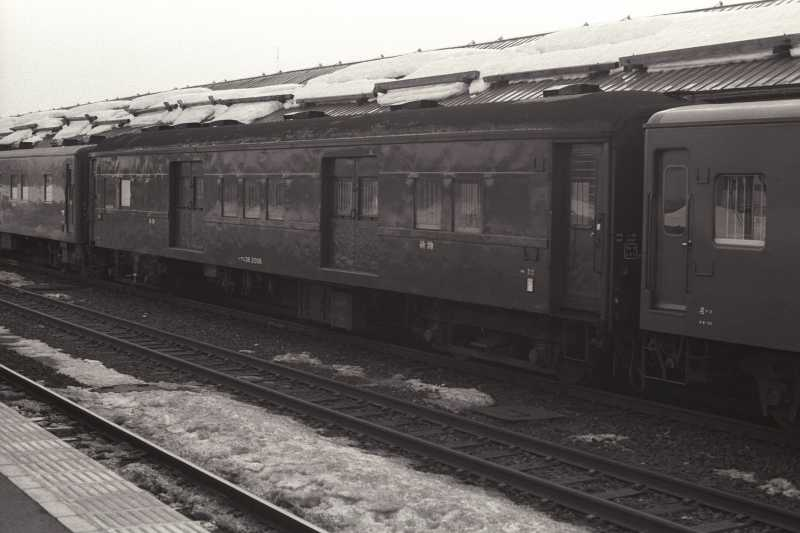
旧オロ35形近代化改造施工済車の例　マニ36 2008

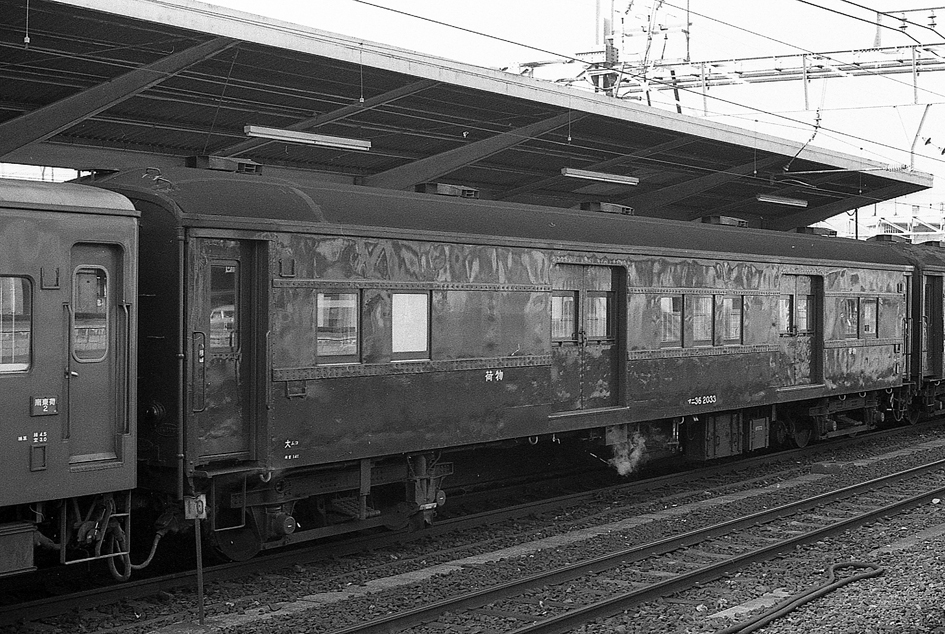
旧オロ35形近代化改造施工済車の例　マニ36 2033

このグループは改造前は転換式腰掛を持つ二等車であったことから等間隔に並んだ700mm幅の側窓を持ち、旧オロ35形には近代化改造工事を施工された車両が含まれるため荷物室側窓がアルミサッシ窓枠となっている車両が多いことが挙げられる。
近代化改造工事施工済み車両はTR23DまたはTR23E台車を装着しているが、これらの台車は改造施工にあわせTR23またはTR23G台車に振り替えられている。
一方旧スロ34形は構体の構造の差異により側窓の位置が旧オロ35形に対して130mm前進しているのが特徴である。ただし、形式図は双方共通で作成され、窓位置の違いは括弧書きで寸法が指示されている。
また形式図では3か所ある側引戸間の窓が2か所になっている車両がある。
2003・54
1961年にスハ52形（スロ34形の格下げ車）を国鉄多度津工場で改造した車両で溶接組立構体車が使用され、台枠は2003はUF30、54はUF37が使用されている。
新旧番号対照は下記のとおり。
| 改造後の車号 | 改造前の車号 | 施工   | 落成後の配置区所 | 備考                   |
| ------------ | ------------ | ------ | ---------------- | ---------------------- |
| マニ36 2003  | スハ52 18    | 多度津 | 隅田川（東スミ） | 1981年オエ61 310に改造 |
| マニ36 54    | スハ52 16    | 多度津 | 宮原（大ミハ）   |                        |

47・49 - 53
1966年にオロ35形を国鉄土崎工場で改造した車両で、UF38台枠を使用した溶接組立構体車が使用されている。
新旧番号対照は下記のとおり。
| 改造後の車号 | 改造前の車号 | 施工 | 落成後の配置区所 | 備考                   |
| ------------ | ------------ | ---- | ---------------- | ---------------------- |
| マニ36 47    | オロ35 56    | 土崎 | 宮原（大ミハ）   |                        |
| マニ36 49    | オロ35 64    | 土崎 | 向日町（大ムコ） | 1980年オエ61 307に改造 |
| マニ36 50    | オロ35 65    | 土崎 | 向日町（大ムコ） |                        |
| マニ36 51    | オロ35 66    | 土崎 | 宮原（大ミハ）   |                        |
| マニ36 52    | オロ35 67    | 土崎 | 向日町（大ムコ） |                        |
| マニ36 53    | オロ35 68    | 土崎 | 向日町（大ムコ） |                        |

2027・2029 - 2036・2041・2043 - 2046・2048
1966年から1967年にかけてスロ43形（オロ35形の電気暖房設置改造車）を幡生・多度津・土崎の各工場で改造した車両で、2029 - 2033がUF30台枠・リベット組立構体車、2034 - 2036・2041・2045がUF37台枠・溶接組立構体車、2043・2044・2046・2048がUF38台枠・溶接組立構体車が使用されている。
新旧番号対照は下記のとおり。
| 改造後の車号 | 改造前の車号 | 施工   | 落成後の配置区所 | 備考 |
| ------------ | ------------ | ------ | ---------------- | ---- |
| マニ36 2027  | スロ43 2004  | 幡生   | 宮原（大ミハ）   |      |
| マニ36 2029  | スロ43 2014  | 幡生   | 宮原（大ミハ）   |      |
| マニ36 2030  | スロ43 2015  | 幡生   | 宮原（大ミハ）   |      |
| マニ36 2031  | スロ43 2016  | 土崎   | 青森（盛アオ）   |      |
| マニ36 2032  | スロ43 2018  | 幡生   | 青森（盛アオ）   |      |
| マニ36 2033  | スロ43 2019  | 幡生   | 宮原（大ミハ）   |      |
| マニ36 2034  | スロ43 2023  | 土崎   | 隅田川（東スミ） |      |
| マニ36 2035  | スロ43 2024  | 土崎   | 青森（盛アオ）   |      |
| マニ36 2036  | スロ43 2025  | 土崎   | 隅田川（東スミ） |      |
| マニ36 2041  | スロ43 2030  | 土崎   | 隅田川（東スミ） |      |
| マニ36 2043  | スロ43 2051  | 多度津 | 宮原（大ミハ）   |      |
| マニ36 2044  | スロ43 2052  | 多度津 | 名古屋（名ナコ） |      |
| マニ36 2045  | スロ43 2053  | 多度津 | 名古屋（名ナコ） |      |
| マニ36 2046  | スロ43 2055  | 多度津 | 名古屋（名ナコ） |      |
| マニ36 2048  | スロ43 2061  | 幡生   | 汐留（東トメ）   |      |

2037 - 2040
1966年にスロフ43形（スロ43形の緩急車化改造車）を幡生工場で改造した車両で、UF37台枠・溶接組立構体車が使用されている。
新旧番号対照は下記のとおり。
| 改造後の車号 | 改造前の車号  | 施工 | 落成後の配置区所 | 備考 |
| ------------ | ------------- | ---- | ---------------- | ---- |
| マニ36 2037  | スロフ43 2001 | 幡生 | 隅田川（東スミ） |      |
| マニ36 2038  | スロフ43 2002 | 幡生 | 隅田川（東スミ） |      |
| マニ36 2039  | スロフ43 2003 | 幡生 | 宮原（大ミハ）   |      |
| マニ36 2040  | スロフ43 2004 | 幡生 | 隅田川（東スミ） |      |

2004 - 2009・10・2011・12・28・42・47・83 - 87
1966年から1967年にかけてオハ53形（オロ35形の格下げ車）を多度津・土崎の各工場で改造した車両で、2004 - 2007・28・83・84はUF30台枠・リベット組立構体車、2008・2009・10・2011はUF37台枠・溶接組立構体車、12・42・47・85 - 87はUF38台枠・溶接組立構体車が使用されている。
新旧番号対照は下記のとおり。
| 改造後の車号 | 改造前の車号 | 施工   | 落成後の配置区所 | 備考                   |
| ------------ | ------------ | ------ | ---------------- | ---------------------- |
| マニ36 2004  | オハ53 1     | 土崎   | 隅田川（東スミ） | 1981年オエ61 309に改造 |
| マニ36 2005  | オハ53 2     | 土崎   | 隅田川（東スミ） |                        |
| マニ36 2006  | オハ53 8     | 多度津 | 隅田川（東スミ） | 1980年オエ61 301に改造 |
| マニ36 2007  | オハ53 9     | 土崎   | 隅田川（東スミ） | 1980年オエ61 302に改造 |
| マニ36 2008  | オハ53 36    | 多度津 | 隅田川（東スミ） |                        |
| マニ36 2009  | オハ53 37    | 多度津 | 名古屋（名ナコ） |                        |
| マニ36 10    | オハ53 44    | 多度津 | 下関（広セキ）   |                        |
| マニ36 2011  | オハ53 45    | 多度津 | 隅田川（東スミ） |                        |
| マニ36 12    | オハ53 46    | 多度津 | 門司港（門モコ） |                        |
| マニ36 28    | オハ53 10    | 土崎   | 汐留（東トメ）   |                        |
| マニ36 42    | オハ53 48    | 土崎   | 汐留（東トメ）   |                        |
| マニ36 47    | オハ53 56    | 土崎   | 宮原（大ミハ）   |                        |
| マニ36 83    | オハ53 3     | 多度津 | 早岐（門ハイ）   |                        |
| マニ36 84    | オハ53 6     | 多度津 | 名古屋（名ナコ） |                        |
| マニ36 85    | オハ53 47    | 土崎   | 汐留（東トメ）   |                        |
| マニ36 86    | オハ53 49    | 土崎   | 汐留（東トメ）   | 1981年オエ61 313に改造 |
| マニ36 87    | オハ53 69    | 土崎   | 名古屋（名ナコ） |                        |

2088・2089・2094
1967年にスハ54形（スロ43形の格下げ車）を国鉄土崎工場で改造した車両で、2088・2094はUF30台枠・リベット組立構体車、2089はUF37台枠・溶接組立構体車が使用されている。
新旧番号対照は下記のとおり。
| 改造後の車号 | 改造前の車号 | 施工 | 落成後の配置区所 | 備考 |
| ------------ | ------------ | ---- | ---------------- | ---- |
| マニ36 2088  | スハ54 2020  | 土崎 | 品川（東シナ）   |      |
| マニ36 2089  | スハ54 2043  | 土崎 | 汐留（東トメ）   |      |
| マニ36 2094  | スハ54 2021  | 土崎 | 隅田川（東スミ） |      |

#### 旧スハ32形（59両）

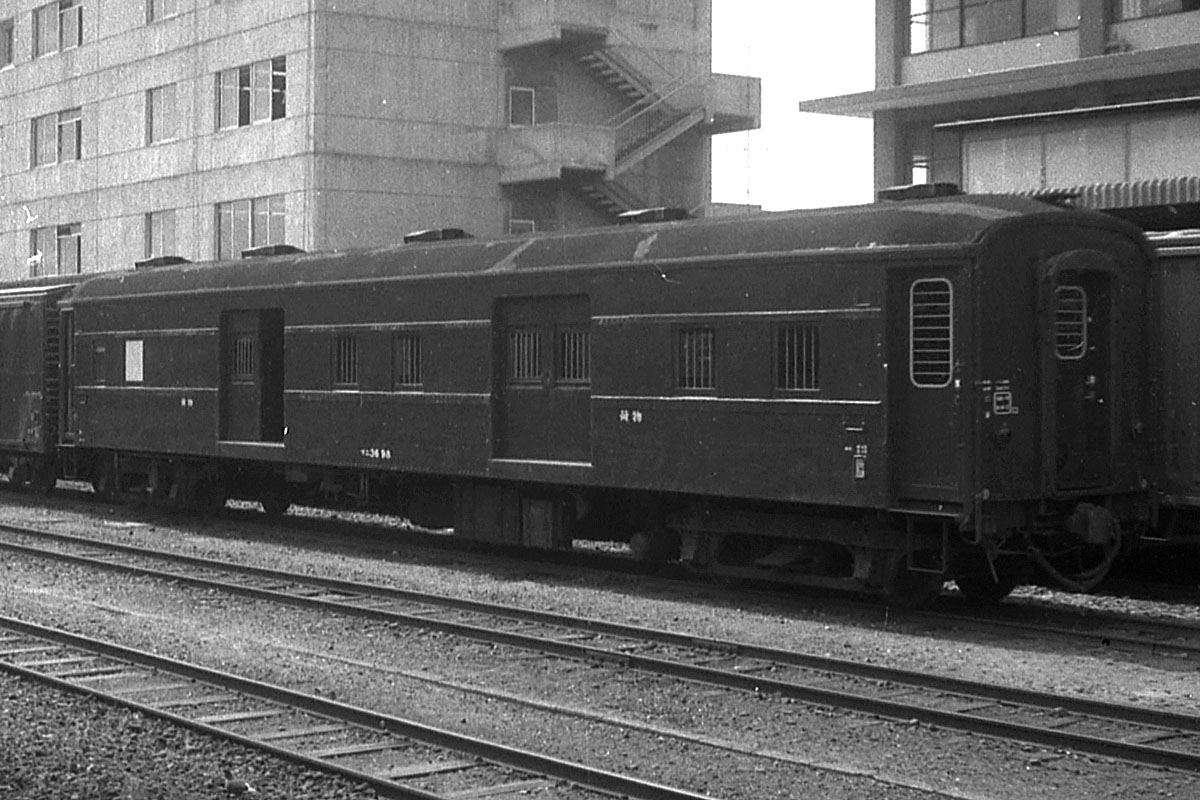
旧スハ32形の例 マニ36 98

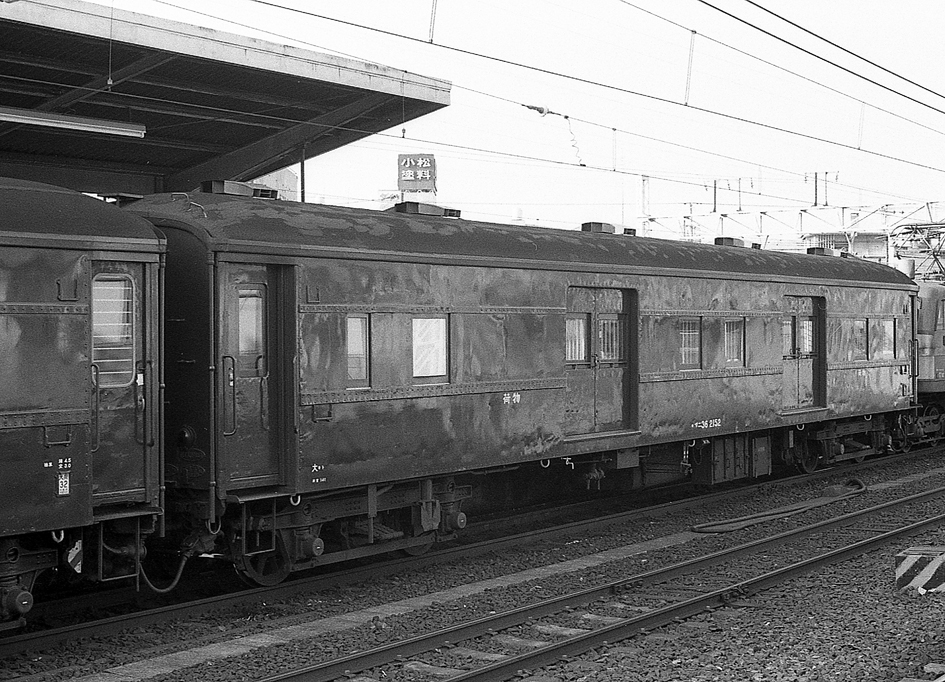
旧スハ32形の例 マニ36 2152

このグループの特徴として荷物室には700mm幅、乗務員室には400mm幅の側窓を設ける設計が行われているが、施工場区により荷物室に600mmの側窓を流用した車両や乗務員室の側窓の幅が異なる車両があることが挙げられる。
98・2099 - 2101・102 － 111・2112 - 2149・2151 - 2157
1969年から1975年にかけて幡生・鹿児島・小倉・盛岡・松任・長野・大宮・多度津・高砂・土崎の各工場で改造した車両で、2138はUF21・リベット組立構体車、2118・2119・2122 - 2127・2131・2132・2134・2135・2141 - 2143・2147・2148・2152・2156・2157はUF30・リベット組立構体車、ほかの車両はUF38台枠・リベット組立構体車が使用されている。
ただし、2124は改造時にマニ36 63と振り替えられたため折妻・布張り屋根車体となっている。
新旧番号対照は下記のとおり。
| 改造後の車号 | 改造前の車号 | 施工   | 落成後の配置区所 | 備考                       |
| ------------ | ------------ | ------ | ---------------- | -------------------------- |
| マニ36 98    | スハ32 456   | 多度津 | 宮原（大ミハ）   |                            |
| マニ36 2099  | スハ32 2466  | 多度津 | 尾久（北オク）   | 1980年オエ61 304に改造     |
| マニ36 2100  | スハ32 2482  | 多度津 | 尾久（北オク）   | 1980年オエ61 305に改造     |
| マニ36 2101  | スハ32 2549  | 多度津 | 尾久（北オク）   | 1980年オエ61 306に改造     |
| マニ36 102   | スハ32 522   | 多度津 | 宮原（大ミハ）   |                            |
| マニ36 103   | スハ32 606   | 大宮   | 汐留（南トメ）   |                            |
| マニ36 104   | スハ32 614   | 多度津 | 名古屋（名ナコ） | 1980年オエ61 318に改造     |
| マニ36 105   | スハ32 724   | 多度津 | 宮原（大ミハ）   |                            |
| マニ36 106   | スハ32 794   | 大宮   | 名古屋（名ナコ） |                            |
| マニ36 107   | スハ32 664   | 松任   | 汐留（南トメ）   |                            |
| マニ36 108   | スハ32 676   | 松任   | 汐留（南トメ）   |                            |
| マニ36 109   | スハ32 726   | 松任   | 汐留（南トメ）   |                            |
| マニ36 110   | スハ32 739   | 松任   | 汐留（南トメ）   |                            |
| マニ36 111   | スハ32 743   | 松任   | 汐留（南トメ）   |                            |
| マニ36 2112  | スハ32 615   | 幡生   | 隅田川（北スミ） | 1980年オエ61 312に改造     |
| マニ36 2113  | スハ32 618   | 幡生   | 隅田川（北スミ） |                            |
| マニ36 2114  | スハ32 641   | 幡生   | 隅田川（北スミ） |                            |
| マニ36 2115  | スハ32 742   | 松任   | 隅田川（北スミ） | JR東日本に承継後1989年廃車 |
| マニ36 2116  | スハ32 2586  | 幡生   | 汐留（南トメ）   |                            |
| マニ36 2117  | スハ32 2735  | 松任   | 隅田川（北スミ） |                            |
| マニ36 2118  | スハ32 2243  | 盛岡   | 隅田川（北スミ） |                            |
| マニ36 2119  | スハ32 2380  | 盛岡   | 隅田川（北スミ） |                            |
| マニ36 2120  | スハ32 2593  | 松任   | 隅田川（北スミ） |                            |
| マニ36 2121  | スハ32 2656  | 松任   | 隅田川（北スミ） | JR東日本に承継後1989年廃車 |
| マニ36 2122  | スハ32 2180  | 幡生   | 隅田川（北スミ） |                            |
| マニ36 2123  | スハ32 2216  | 幡生   | 隅田川（北スミ） |                            |
| マニ36 2124  | スハ32 2230  | 小倉   | 隅田川（北スミ） | 現車は折妻・布張り屋根     |
| マニ36 2125  | スハ32 2236  | 小倉   | 隅田川（北スミ） |                            |
| マニ36 2126  | スハ32 2324  | 土崎   | 名古屋（名ナコ） |                            |
| マニ36 2127  | スハ32 2183  | 土崎   | 名古屋（名ナコ） |                            |
| マニ36 2128  | スハ32 2458  | 土崎   | 隅田川（北スミ） | JR東日本に承継後1989年廃車 |
| マニ36 2129  | スハ32 2471  | 土崎   | 隅田川（北スミ） |                            |
| マニ36 2130  | スハ32 2470  | 長野   | 名古屋（名ナコ） |                            |
| マニ36 2131  | スハ32 2189  | 長野   | 名古屋（名ナコ） |                            |
| マニ36 2132  | スハ32 2400  | 長野   | 宮原（大ミハ）   |                            |
| マニ36 2133  | スハ32 2504  | 松任   | 名古屋（名ナコ） |                            |
| マニ36 2134  | スハ32 2185  | 松任   | 名古屋（名ナコ） |                            |
| マニ36 2135  | スハ32 2248  | 松任   | 宮原（大ミハ）   |                            |
| マニ36 2136  | スハ32 2527  | 鹿児島 | 名古屋（名ナコ） |                            |
| マニ36 2137  | スハ32 2498  | 鹿児島 | 隅田川（北スミ） |                            |
| マニ36 2138  | スハ32 2159  | 鹿児島 | 宮原（大ミハ）   |                            |
| マニ36 2139  | スハ32 2460  | 鹿児島 | 酒田（新サカ）   |                            |
| マニ36 2140  | スハ32 2820  | 鹿児島 | 新津（新ニツ）   |                            |
| マニ36 2141  | スハ32 2326  | 大宮   | 隅田川（北スミ） |                            |
| マニ36 2142  | スハ32 2325  | 大宮   | 隅田川（北スミ） |                            |
| マニ36 2143  | スハ32 2240  | 大宮   | 隅田川（北スミ） |                            |
| マニ36 2144  | スハ32 2534  | 大宮   | 長岡（新ナカ）   |                            |
| マニ36 2145  | スハ32 2546  | 長野   | 長野（長ナノ）   |                            |
| マニ36 2146  | スハ32 2704  | 長野   | 隅田川（北スミ） |                            |
| マニ36 2147  | スハ32 2284  | 長野   | 隅田川（北スミ） |                            |
| マニ36 2148  | スハ32 2357  | 長野   | 隅田川（北スミ） |                            |
| マニ36 2149  | スハ32 2823  | 松任   | 汐留（南トメ）   | JR東日本に承継後1987年廃車 |
| マニ36 2151  | スハ32 2542  | 高砂   | 宮原（大ミハ）   |                            |
| マニ36 2152  | スハ32 2382  | 幡生   | 宮原（大ミハ）   |                            |
| マニ36 2153  | スハ32 2560  | 幡生   | 汐留（南トメ）   |                            |
| マニ36 2154  | スハ32 2722  | 鹿児島 | 汐留（南トメ）   |                            |
| マニ36 2155  | スハ32 2701  | 鹿児島 | 汐留（南トメ）   | JR東日本に承継後1989年廃車 |
| マニ36 2156  | スハ32 2241  | 鹿児島 | 汐留（南トメ）   |                            |
| マニ36 2157  | スハ32 2428  | 高砂   | 宮原（大ミハ）   |                            |

#### 旧オロ36形（6両）
このグループの特徴は改造前は1300mm幅の側窓を荷物車化にあわせ700mm幅の側窓に置き換えられている点が挙げられる。
2020・2055 - 2057・90・2091
1966年から1967年にかけてオハ55形のうちオロ36形の格下げ車を多度津・土崎の各工場で改造した車両で、2055・2056はUF37台枠、ほかの車両はUF38台枠を使用した溶接組立構体車が使用されている。
新旧番号対照は下記のとおり。
| 改造後の車号 | 改造前の車号 | 施工   | 落成後の配置区所 | 備考 |
| ------------ | ------------ | ------ | ---------------- | ---- |
| マニ36 2020  | オハ55 107   | 多度津 | 竜華（天リウ）   |      |
| マニ36 2055  | オハ55 2102  | 多度津 | 宮原（大ミハ）   |      |
| マニ36 2056  | オハ55 2103  | 多度津 | 宮原（大ミハ）   |      |
| マニ36 2057  | オハ55 2106  | 土崎   | 宮原（大ミハ）   |      |
| マニ36 90    | オハ55 111   | 多度津 | 竜華（天リウ）   |      |
| マニ36 2091  | オハ55 2127  | 土崎   | 汐留（東トメ）   |      |

#### 旧オロ40形（38両）

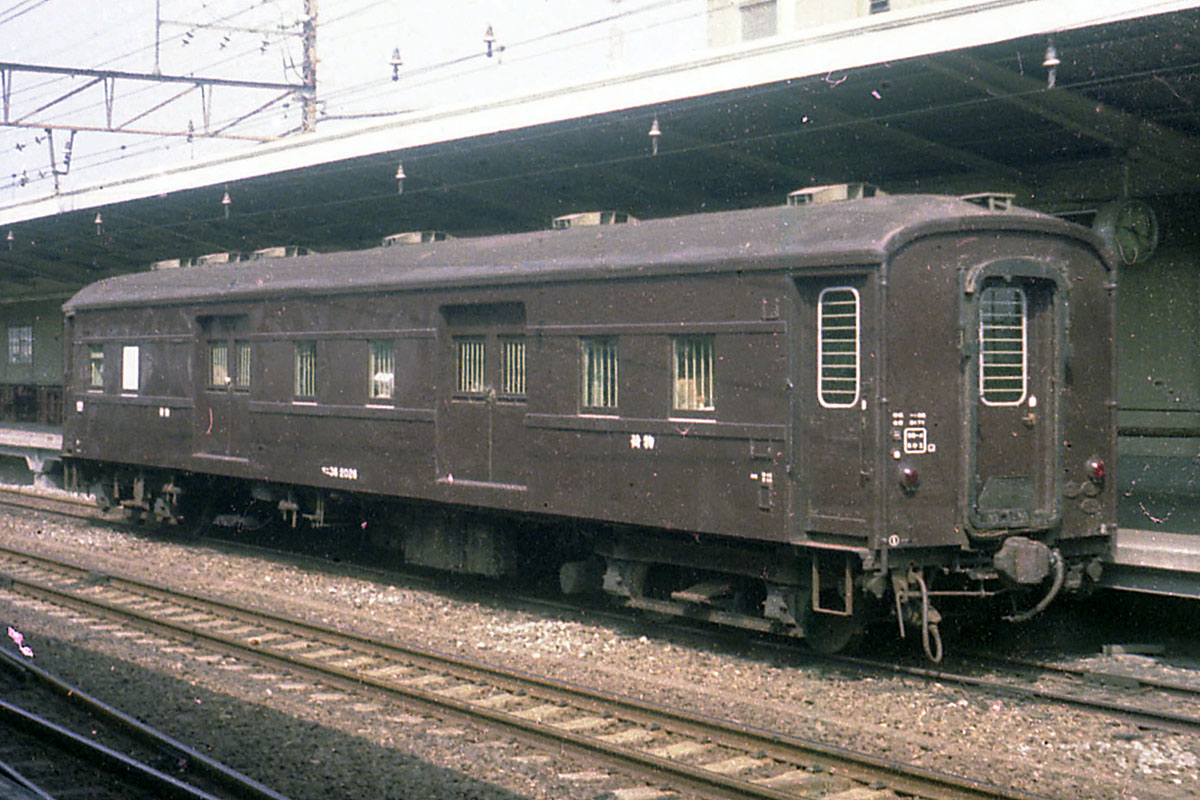
旧オロ40形丸屋根・直柱構造車の例 マニ36 2026

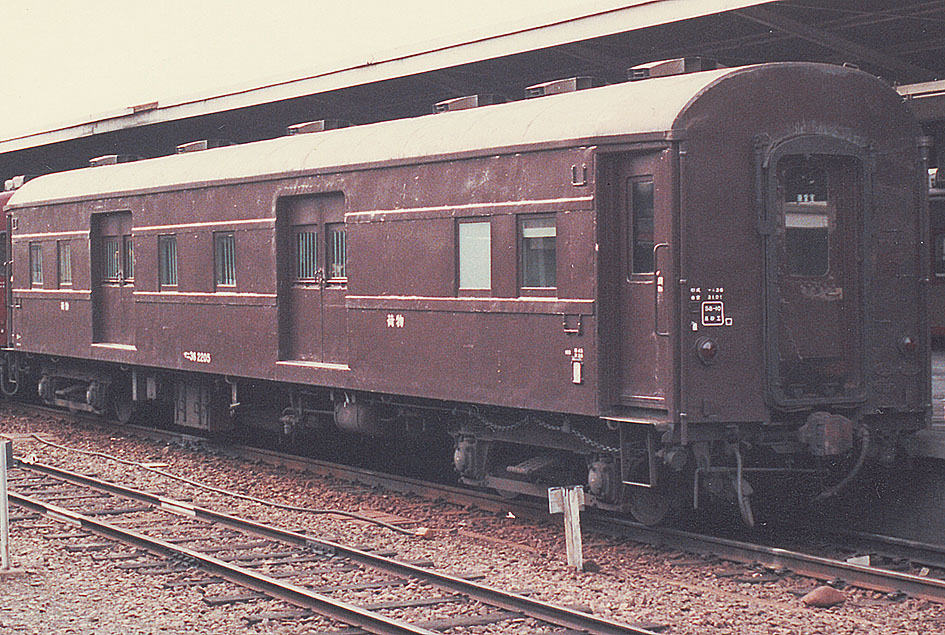
旧オロ40形・折妻鋼板屋根車の例 マニ36 2205

このグループの特徴としてオロ40形としての製造時期による屋根構造の違いやこれに付随して雨樋の形状に差異が見られることが上げられる。
例示すると屋根構造では丸屋根車には直柱構造と長柱構造（いわゆる張り上げ屋根）、折妻車には布張り屋根車と鋼板屋根車とそれぞれ二種類あるほか、折妻車では台車にTR23を装着した車両とTR34を装着した車両があるためTR34装着車は201から付番しこれを区別した。
59・60・62・63・2066 - 2072
1966年から1967年にかけてオロ40形のうちTR23装着車を幡生・多度津・土崎の各工場で改造した車両で、59はUF38台枠・丸屋根長柱構造車、60はUF38台枠・丸屋根直柱構造車、2064 - 2072はUF116台枠・折妻布張り屋根車が使用されている。
新旧番号対照は下記のとおり。
| 改造後の車号 | 改造前の車号 | 施工   | 落成後の配置区所 | 備考                   |
| ------------ | ------------ | ------ | ---------------- | ---------------------- |
| マニ36 59    | オロ40 12    | 多度津 | 汐留（東トメ）   | 1982年オエ61 316に改造 |
| マニ36 60    | オロ40 28    | 多度津 | 汐留（東トメ）   |                        |
| マニ36 62    | オロ40 50    | 多度津 | 門司（門モシ）   |                        |
| マニ36 63    | オロ40 51    | 多度津 | 門司（門モシ）   |                        |
| マニ36 2066  | オロ40 2056  | 多度津 | 宮原（大ミハ）   |                        |
| マニ36 2067  | オロ40 2057  | 多度津 | 宮原（大ミハ）   |                        |
| マニ36 2068  | オロ40 2059  | 土崎   | 隅田川（東スミ） |                        |
| マニ36 2069  | オロ40 2060  | 土崎   | 青森（盛アオ）   |                        |
| マニ36 2070  | オロ40 2063  | 土崎   | 青森（盛アオ）   |                        |
| マニ36 2071  | オロ40 2066  | 土崎   | 隅田川（東スミ） |                        |
| マニ36 2072  | オロ40 2067  | 土崎   | 隅田川（東スミ） |                        |

2021 - 2026・2058・2061・2064・2065・92・93・2095 - 2097
1966年から1967年にかけてオハ55形（オロ40形の格下げ車）のうちTR23装着車を幡生・多度津・土崎の各工場で改造した車両で、2021 - 2023・92はUF38台枠・丸屋根長柱構造車、2024 - 2026・93はUF38台枠・丸屋根直柱構造車、ほかの車両はUF116台枠・折妻布張り屋根車が使用されている。
新旧番号対照は下記のとおり。
| 改造後の車号 | 改造前の車号 | 施工   | 落成後の配置区所 | 備考 |
| ------------ | ------------ | ------ | ---------------- | ---- |
| マニ36 2021  | オハ55 3     | 多度津 | 名古屋（名ナコ） |      |
| マニ36 2022  | オハ55 9     | 土崎   | 隅田川（東スミ） |      |
| マニ36 2023  | オハ55 15    | 多度津 | 竜華（天リウ）   |      |
| マニ36 2024  | オハ55 26    | 多度津 | 竜華（天リウ）   |      |
| マニ36 2025  | オハ55 30    | 多度津 | 隅田川（東スミ） |      |
| マニ36 2026  | オハ55 31    | 多度津 | 隅田川（東スミ） |      |
| マニ36 2058  | オハ55 2010  | 幡生   | 宮原（大ミハ）   |      |
| マニ36 2061  | オハ55 2049  | 幡生   | 宮原（大ミハ）   |      |
| マニ36 2064  | オハ55 2053  | 幡生   | 宮原（大ミハ）   |      |
| マニ36 2065  | オハ55 2054  | 幡生   | 宮原（大ミハ）   |      |
| マニ36 92    | オハ55 19    | 多度津 | 竜華（天リウ）   |      |
| マニ36 93    | オハ55 32    | 多度津 | 宮原（大ミハ）   |      |
| マニ36 2095  | オハ55 2058  | 土崎   | 隅田川（東スミ） |      |
| マニ36 2096  | オハ55 2062  | 土崎   | 隅田川（東スミ） |      |
| マニ36 2097  | オハ55 2064  | 土崎   | 隅田川（東スミ） |      |

2202・2203・204・2205・206 - 208・2209 - 2211
1966年から1967年にかけてオロ40形のうちTR34装着車を多度津・土崎の各工場で改造した車両で、UF116台枠・折妻鋼板屋根車が使用されている。
新旧番号対照は下記のとおり。
| 改造後の車号 | 改造前の車号 | 施工   | 落成後の配置区所 | 備考                       |
| ------------ | ------------ | ------ | ---------------- | -------------------------- |
| マニ36 2202  | オロ40 2068  | 土崎   | 隅田川（東スミ） |                            |
| マニ36 2203  | オロ40 2069  | 土崎   | 隅田川（東スミ） |                            |
| マニ36 204   | オロ40 71    | 多度津 | 品川（東シナ）   |                            |
| マニ36 2205  | オロ40 2072  | 多度津 | 宮原（大ミハ）   |                            |
| マニ36 206   | オロ40 73    | 多度津 | 長崎（門サキ）   |                            |
| マニ36 207   | オロ40 76    | 多度津 | 名古屋（名ナコ） |                            |
| マニ36 208   | オロ40 77    | 多度津 | 品川（東シナ）   |                            |
| マニ36 2209  | オロ40 2078  | 多度津 | 隅田川（東スミ） | JR東日本に承継後1989年廃車 |
| マニ36 2210  | オロ40 2079  | 土崎   | 隅田川（東スミ） |                            |
| マニ36 2211  | オロ40 81    | 多度津 | 隅田川（東スミ） |                            |

2201
1966年にオハ55 70（オロ40 70の格下げ車）を国鉄多度津工場で改造した車両で、UF116台枠・折妻鋼板屋根車である。
落成後隅田川区（東スミ）に配置された。

#### 旧スハニ35形（5両）
このグループは特急用三等荷物車から改造されているため前位出入台と前位側引戸および前後の側引戸の間に700mm幅2連の側窓を、後位外妻に後方監視窓を有するのが特徴である。
またほかの車両とは異なり、台車はTR47がそのまま使用されている。
212・2213・214 - 216
1969年から1970年にかけてを国鉄大宮工場で改造した車両で、UF135台枠に組まれた完全切妻構体を有する。
新旧番号対照は下記のとおり。
| 改造後の車号 | 改造前の車号 | 施工 | 落成後の配置区所 | 備考 |
| ------------ | ------------ | ---- | ---------------- | ---- |
| マニ36 212   | スハニ35 4   | 大宮 | 名古屋（名ナコ） |      |
| マニ36 2213  | スハニ35 5   | 大宮 | 尾久（北オク）   |      |
| マニ36 214   | スハニ35 6   | 大宮 | 名古屋（名ナコ） |      |
| マニ36 215   | スハニ35 7   | 大宮 | 名古屋（名ナコ） |      |
| マニ36 216   | スハニ35 10  | 大宮 | 名古屋（名ナコ） |      |

#### 旧オハ35形（44両）

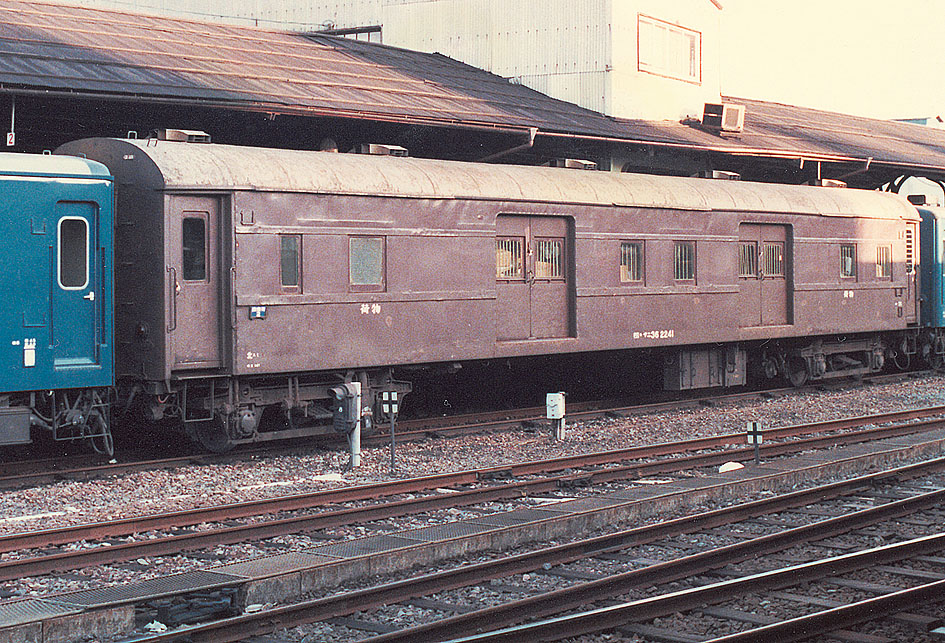
旧オハ35形・折妻・絞り有り・鋼板屋根車の例 マニ36 2241

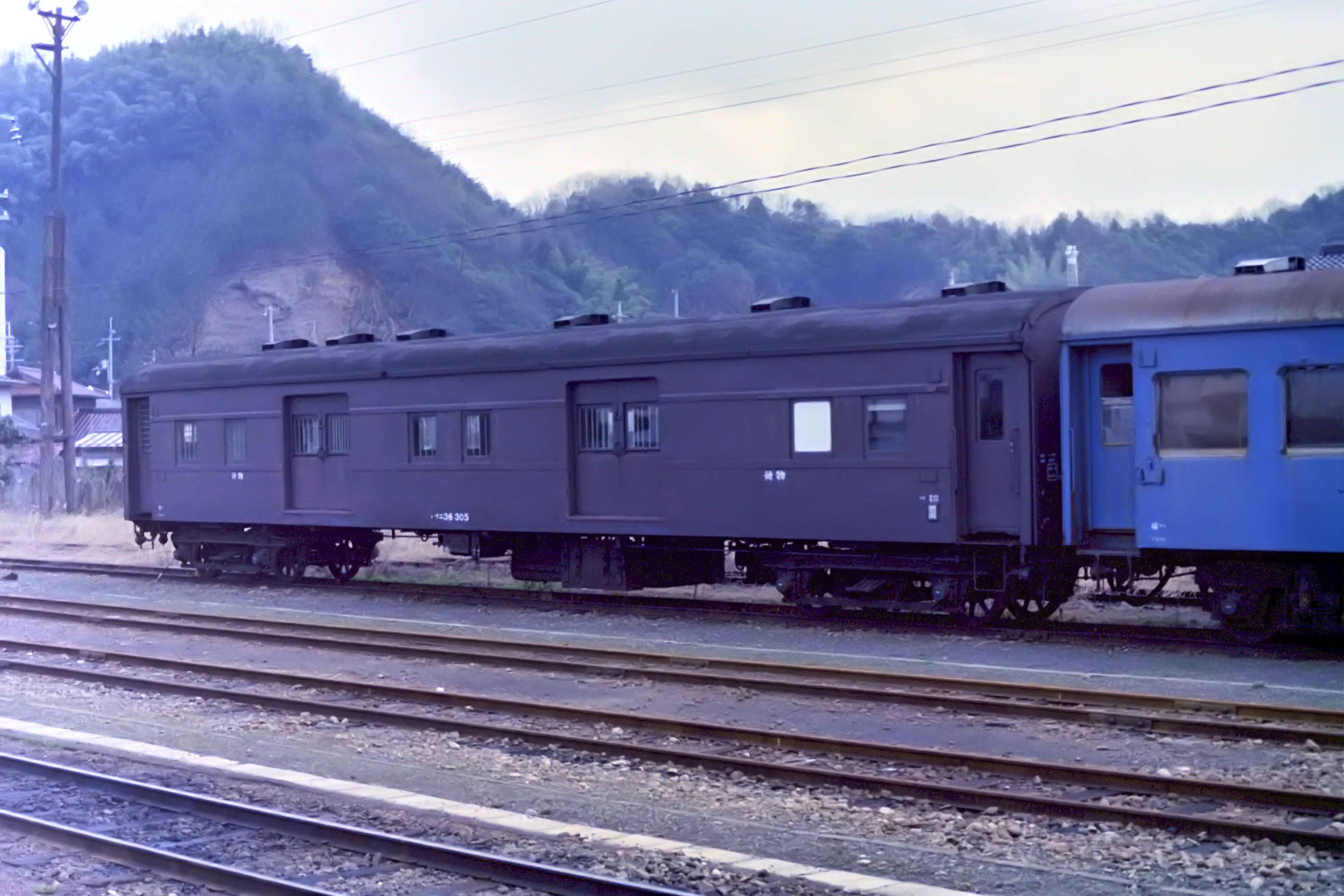
旧スロ60形の例 マニ36 305

このグループの特徴としてオロ40形同様オハ35形としての製造時期による屋根構造や雨樋の構造に差異があることが挙げられる。
丸屋根車には直柱構造と長柱構造、また折妻車では二種類の出入台構造を採ることから外妻に向かい絞りがある鋼板屋根車、側構長桁を直線として外妻への絞りが省略された布張り屋根車と鋼板屋根車があるなど五種類の屋根形状を持つ。
また後位側引戸と貴重品室および便所の間に700mm幅の側窓があるため荷物室の側窓は5か所であるが、この後位側引戸の次にある窓がない車両や荷物室に1000mmの側窓が残された車両、乗務員室の側窓の幅やその取り付け位置が形式図とは異なる車両がある。
2217 - 2229・224 - 227・2228 - 2260
1975年から1977年にかけてオハ35形を幡生・鹿児島・小倉・松任・名古屋・長野・大宮・多度津・土崎の各工場で改造した車両で、2221・2222・2246は丸屋根長柱構造車、2217・2223・2232・2233・2237・2249・2252は丸屋根直柱構造車、2219・224 - 227・2228・230・2231・2234・2235・2238・2240 - 2245・2247・2248・2250・2251・2253・2254・2256・2260は折妻・絞り有り・鋼板屋根車、2236は折妻・絞りなし・布張り屋根車、ほかの車両はは折妻・絞りなし・鋼板屋根車が使用されている。
新旧番号対照は下記のとおり。
| 改造後の車号 | 改造前の車号 | 施工   | 落成後の配置区所 | 備考                   |
| ------------ | ------------ | ------ | ---------------- | ---------------------- |
| マニ36 2217  | オハ35 2438  | 大宮   | 酒田（新サカ）   |                        |
| マニ36 2218  | オハ35 3278  | 大宮   | 宮原（大ミハ）   |                        |
| マニ36 2219  | オハ35 2790  | 大宮   | 宮原（大ミハ）   |                        |
| マニ36 2220  | オハ35 2819  | 大宮   | 隅田川（北スミ） |                        |
| マニ36 2221  | オハ35 2076  | 大宮   | 酒田（新サカ）   |                        |
| マニ36 2222  | オハ35 2077  | 大宮   | 酒田（新サカ）   |                        |
| マニ36 2223  | オハ35 2403  | 名古屋 | 直江津（新ナオ） |                        |
| マニ36 224   | オハ35 972   | 鹿児島 | 汐留（南トメ）   | 1981年オエ61 314に改造 |
| マニ36 225   | オハ35 975   | 鹿児島 | 下関（広セキ）   |                        |
| マニ36 226   | オハ35 1003  | 小倉   | 鹿児島（鹿カコ） |                        |
| マニ36 227   | オハ35 976   | 小倉   | 門司（門モシ）   |                        |
| マニ36 2228  | オハ35 2954  | 長野   | 長野（長ナノ）   |                        |
| マニ36 2229  | オハ35 2427  | 名古屋 | 竜華（天リウ）   |                        |
| マニ36 2230  | オハ35 2859  | 大宮   | 竜華（天リウ）   |                        |
| マニ36 2231  | オハ35 2860  | 名古屋 | 敦賀（金ツル）   |                        |
| マニ36 2232  | オハ35 2428  | 名古屋 | 敦賀（金ツル）   |                        |
| マニ36 2233  | オハ35 2495  | 名古屋 | 名古屋（名ナコ） |                        |
| マニ36 2234  | オハ35 2982  | 名古屋 | 名古屋（名ナコ） |                        |
| マニ36 2235  | オハ35 2751  | 名古屋 | 隅田川（北スミ） |                        |
| マニ36 2236  | オハ35 3217  | 名古屋 | 隅田川（北スミ） |                        |
| マニ36 2237  | オハ35 2643  | 名古屋 | 隅田川（北スミ） |                        |
| マニ36 2238  | オハ35 2718  | 名古屋 | 隅田川（北スミ） |                        |
| マニ36 2239  | オハ35 2822  | 鹿児島 | 宮原（大ミハ）   |                        |
| マニ36 2240  | オハ35 2941  | 鹿児島 | 宮原（大ミハ）   |                        |
| マニ36 2241  | オハ35 2902  | 鹿児島 | 隅田川（北スミ） |                        |
| マニ36 2242  | オハ35 2887  | 鹿児島 | 隅田川（北スミ） |                        |
| マニ36 2243  | オハ35 2903  | 鹿児島 | 隅田川（北スミ） |                        |
| マニ36 2244  | オハ35 2904  | 鹿児島 | 隅田川（北スミ） |                        |
| マニ36 2245  | オハ35 2906  | 鹿児島 | 隅田川（北スミ） |                        |
| マニ36 2246  | オハ35 2073  | 鹿児島 | 鹿児島（鹿カコ） |                        |
| マニ36 2247  | オハ35 2773  | 松任   | 金沢（金サワ）   |                        |
| マニ36 2248  | オハ35 2775  | 松任   | 金沢（金サワ）   |                        |
| マニ36 2249  | オハ35 2683  | 長野   | 青森（盛アオ）   |                        |
| マニ36 2250  | オハ35 2908  | 大宮   | 隅田川（北スミ） |                        |
| マニ36 2251  | オハ35 2911  | 大宮   | 隅田川（北スミ） |                        |
| マニ36 2252  | オハ35 3262  | 鹿児島 | 熊本（熊クマ）   |                        |
| マニ36 2253  | オハ35 2927  | 大宮   | 隅田川（北スミ） |                        |
| マニ36 2254  | オハ35 2884  | 名古屋 | 宮原（大ミハ）   |                        |
| マニ36 2255  | オハ35 3263  | 幡生   | 下関（広セキ）   |                        |
| マニ36 2256  | オハ35 2928  | 長野   | 長野（長ナノ）   |                        |
| マニ36 2257  | オハ35 3264  | 長野   | 長岡（新ナカ）   |                        |
| マニ36 2258  | オハ35 3169  | 名古屋 | 竜華（天リウ）   |                        |
| マニ36 2259  | オハ35 3280  | 名古屋 | 青森（盛アオ）   | 1982年オエ61 317に改造 |
| マニ36 2260  | オハ35 2798  | 幡生   | 宮原（大ミハ）   |                        |

#### 旧スロ60形（15両）
このグループは完全切妻・片側出入台の構体の前位に出入台を追設しているため前位と後位の出入台構造が異なり前位はオハ61形に準ずるが、後位出入台は妻柱が内側に寄せられたきのこ形の外妻形状や雨樋管の構造が残されていること、ほかの車両とは台枠構造が大幅に異なることから車軸発電機が3位側に吊られている点など、他形式の改造車より判別が比較的容易である。
またこのグループはマニ36形としての番号から300を引くとスロ60形落成時の番号と一致する。
302 - 305・307・308・312・315・317・318・320・321・323・326・328
1967年から1968年にかけてスロ60形を幡生・多度津・土崎の各工場で改造した車両で、旧客室の1000mm幅の側窓は700mm幅に置き換えられ、貴重品室の窓は元の位置のまま活用されているため専務車掌室取付車とそれ以外の車両では貴重品室の窓の位置がわずかに異なるほか、荷物車化にあわせ台車はTR40からTR23に交換された。
新旧番号対照は国鉄60系客車の新旧番号対照#マニ36形（関係分）を参照。

#### 旧スロ50形（1両）
スロ60形に続く特別二等車として700mm幅の側窓で製造（厳密には鋼体化）された車両であることから側引戸間に400mm間隔で2枚の側窓が並ぶのが特徴で、その製造の経緯からUF126台枠を使用するため床下は旧スロ60形と同じ機器配置となっている。
331
1968年にスロ50 1を国鉄幡生工場で改造した車両である。

#### 旧スロネ30形（6両）
このグループは1200mm幅の側窓を持つ側廊下式区分室寝台車を改造しているため旧廊下側（1 - 3位側）に片寄せて設備されている床下の水槽が特徴で、荷物車化後もこれを1本にしたうえでそのまま使用され、台車はTR40BからTR23に交換され、またUF130台枠を使用する片側出入台仕様であったことから前位に出入台が追設された。
2332・2333・334 - 336・2337
1969年にスロネ30形を多度津・大宮の各工場で改造した車両である。
新旧番号対照は下記のとおり。
| 改造後の車号 | 改造前の車号  | 施工   | 落成後の配置区所 | 備考                       |
| ------------ | ------------- | ------ | ---------------- | -------------------------- |
| マニ36 2332  | スロネ30 2001 | 大宮   |                  |                            |
| マニ36 2333  | スロネ30 2005 | 多度津 |                  |                            |
| マニ36 334   | スロネ30 2006 | 多度津 |                  | オエ61 319に改造           |
| マニ36 335   | スロネ30 7    | 多度津 |                  |                            |
| マニ36 336   | スロネ30 8    | 多度津 |                  |                            |
| マニ36 2337  | スロネ30 9    | 大宮   |                  | JR東日本に承継後1995年廃車 |

なお、以上の車両に加えてオハフ52形（オロフ32形の格下げ車）を元形式とする車両が1967年に計画されたが、これは施工されなかった。

### マニ35形
戦前製の17m級・20m級荷物車の置き換え用として座席荷物車（ハニ）を改造して1962年より製造された荷重14t・バラ積み用の荷物車である。
全室荷物車化にあたっては改造元車両の後位にある乗務員室を活用してそれ以外の室内設備を取り払い側構には1800mmの側引戸の追設とそれに伴う窓の閉鎖と前位踏み段の交換が行われ、前位出入台を開戸から引戸へ変更し貫通路には開戸を取り付けた。室内ではこれまで荷受柱で仕切られ自転車置場として使用されていた前位出入台部分にも床桟と荷摺板を敷いて荷物置場とし（これはマニ36形にも受け継がれる）、乗務員室の手前に3位には便所、4位には貴重品室を設備した。
引戸の設置に支障する部分を除き改造元車両の側窓が残されたことから改造元車両の特徴が比較的残され、旧形式の判別は比較的容易である。
以下改造元形式別の形態面の特徴と新旧番号の対照を解説する。

#### 旧スハニ31形（18両）

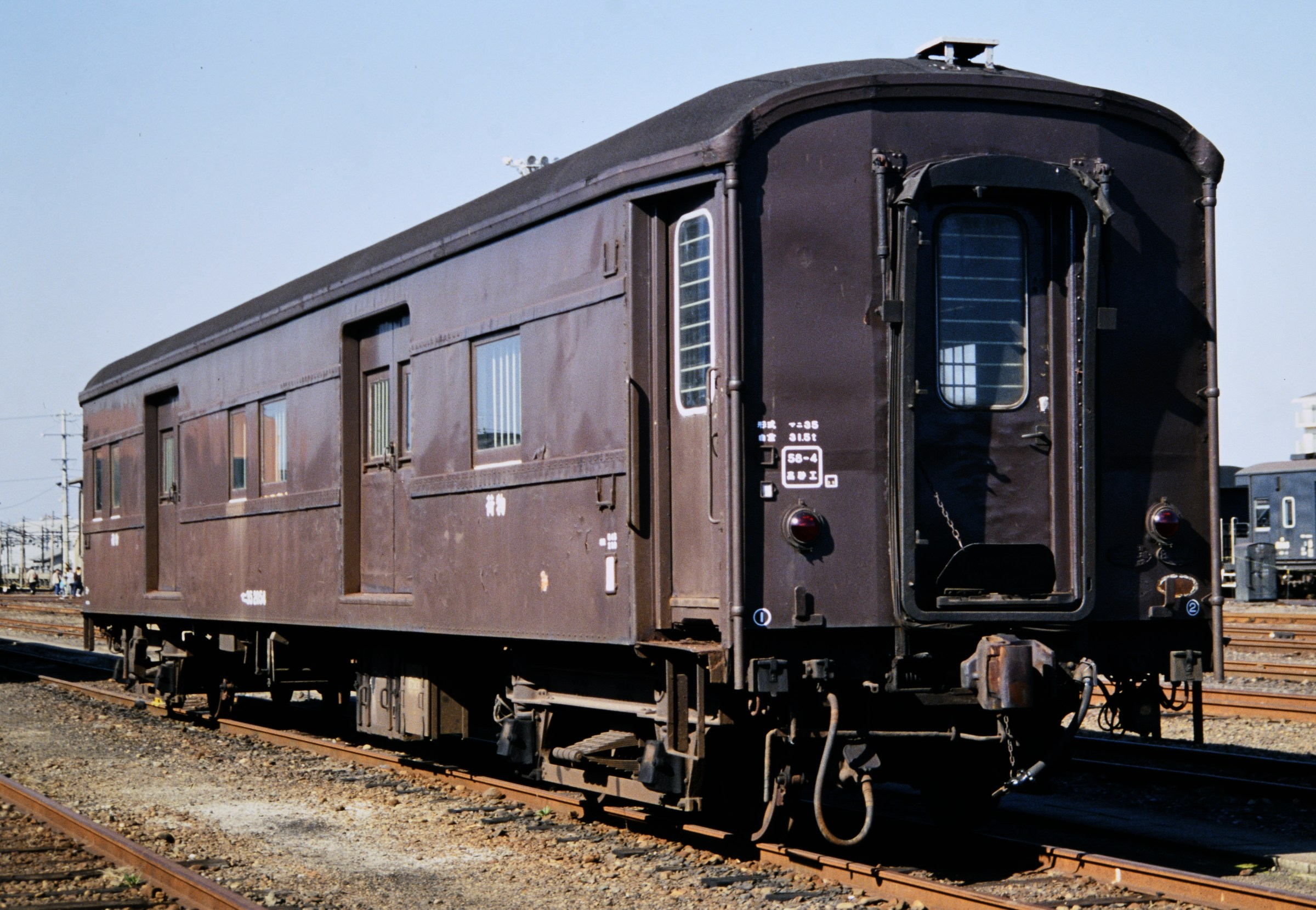
マニ35 2054

このグループは600mm幅の側窓が前位出入台と前位側引戸間に3か所、側引戸間に4か所残されているのが特徴である。
2001 - 2010・11 - 13・2014 - 2016・17・20
1962年から1965年にかけてスハニ31形を幡生・小倉・多度津・土崎の各国鉄工場で改造した車両で、2001・2007・2009・12・17・20はUF21台枠、ほかの車両はUF30台枠を使用する旧35700形が使用されている。
18と19が欠番となっているのは改造元に選ばれた車両がモニター屋根の旧35650形であったことから改造が見送られたことによる。
新旧番号と施工場区、落成後の配置区所の対照は下記のとおり。
| 改造後の車号 | 改造前の車号 | 施工   | 落成後の配置区所 | 備考                    |
| ------------ | ------------ | ------ | ---------------- | ----------------------- |
| マニ35 2001  | スハニ31 26  | 多度津 | 尾久（東オク）   |                         |
| マニ35 2002  | スハニ31 30  | 多度津 | 尾久（東オク）   |                         |
| マニ35 2003  | スハニ31 36  | 多度津 | 尾久（東オク）   |                         |
| マニ35 2004  | スハニ31 29  | 多度津 | 尾久（東オク）   |                         |
| マニ35 2005  | スハニ31 32  | 多度津 | 尾久（東オク）   |                         |
| マニ35 2006  | スハニ31 31  | 幡生   | 尾久（東オク）   |                         |
| マニ35 2007  | スハニ31 25  | 幡生   | 尾久（東オク）   |                         |
| マニ35 2008  | スハニ31 39  | 幡生   | 尾久（東オク）   |                         |
| マニ35 2009  | スハニ31 24  | 小倉   | 宮原（大ミハ）   |                         |
| マニ35 2010  | スハニ31 47  | 土崎   | 尾久（東オク）   |                         |
| マニ35 11    | スハニ31 46  | 土崎   | 宮原（大ミハ）   |                         |
| マニ35 12    | スハニ31 21  | 多度津 | 宮原（大ミハ）   |                         |
| マニ35 13    | スハニ31 33  | 多度津 | 米原（名マイ）   |                         |
| マニ35 2014  | スハニ31 45  | 小倉   | 尾久（東オク）   | 1970年スエ31 69に改造   |
| マニ35 2015  | スハニ31 42  | 土崎   | 尾久（東オク）   | 1970年スエ31 70に改造   |
| マニ35 2016  | スハニ31 43  | 土崎   | 尾久（東オク）   | 1969年度スエ31 71に改造 |
| マニ35 17    | スハニ31 23  | 小倉   | 下関（広セキ）   |                         |
| マニ35 20    | スハニ31 27  | 多度津 | 汐留（東トメ）   |                         |

#### 旧スハニ32形（22両）
このグループは前位出入台と前位側引戸間に1000mm幅の側窓が1箇所、側引戸間には1000mm幅と700mm幅の側窓がそれぞれ1箇所残されているのが特徴である。
2051 - 2055・56・57・2058・59・2060 - 2062・63・64・2065 - 2067・68 -72
1962年から1967年にかけてスハニ32形を幡生・小倉・多度津の各工場で改造した車両で、UF38台枠を使用する。
新旧番号と施工場区、落成後の配置区所の対照は下記のとおり。
| 改造後の車号 | 改造前の車号 | 施工   | 落成後の配置区所 | 備考                   |
| ------------ | ------------ | ------ | ---------------- | ---------------------- |
| マニ35 2051  | スハニ32 56  | 幡生   | 尾久（東オク）   | 1974年スエ31 187に改造 |
| マニ35 2052  | スハニ32 44  | 幡生   | 尾久（東オク）   |                        |
| マニ35 2053  | スハニ32 61  | 小倉   | 宮原（大ミハ）   |                        |
| マニ35 2054  | スハニ32 65  | 幡生   | 宮原（大ミハ）   |                        |
| マニ35 2055  | スハニ32 67  | 幡生   | 隅田川（東スミ） |                        |
| マニ35 56    | スハニ32 4   | 多度津 | 汐留（東トメ）   | 1971年スエ31 184に改造 |
| マニ35 57    | スハニ32 5   | 多度津 | 汐留（東トメ）   |                        |
| マニ35 2058  | スハニ32 21  | 小倉   | 隅田川（東スミ） |                        |
| マニ35 59    | スハニ32 31  | 多度津 | 汐留（東トメ）   |                        |
| マニ35 2060  | スハニ32 35  | 多度津 | 隅田川（東スミ） | 1972年スエ31 186に改造 |
| マニ35 2061  | スハニ32 36  | 多度津 | 隅田川（東スミ） |                        |
| マニ35 2062  | スハニ32 41  | 小倉   | 隅田川（東スミ） |                        |
| マニ35 63    | スハニ32 46  | 多度津 | 宮原（大ミハ）   |                        |
| マニ35 64    | スハニ32 50  | 多度津 | 宮原（大ミハ）   |                        |
| マニ35 2065  | スハニ32 51  | 多度津 | 隅田川（東スミ） |                        |
| マニ35 2066  | スハニ32 27  | 幡生   | 米原（名マイ）   |                        |
| マニ35 2067  | スハニ32 42  | 幡生   | 宮原（大ミハ）   |                        |
| マニ35 68    | スハニ32 2   | 多度津 | 京都（大キト）   |                        |
| マニ35 69    | スハニ32 13  | 多度津 | 門司（門モシ）   |                        |
| マニ35 70    | スハニ32 14  | 多度津 | 京都（大キト）   |                        |
| マニ35 71    | スハニ32 19  | 多度津 | 松本（長モト）   |                        |
| マニ35 72    | スハニ32 54  | 多度津 | 門司（門モシ）   |                        |

#### 旧スハニ35形（6両）
このグループは前位出入台と前位側引戸間に700mm幅2連、側引戸間には700mm幅3連の側窓が残るほか乗務員室の長さがほかの車両より短いことから後位側引戸が後位寄りに設けられ、便所および貴重品室も後位寄りにあることが特徴である。
2201 - 2204・2221・222
1962年から1966年にかけてスハニ35形およびオハニ40形（スハニ35形の台車振替車）を幡生・小倉・多度津・土崎の各工場で改造した車両で、台車は2201 - 2204がTR47、2221・222がTR23である。
新旧番号対照は下記のとおり。
| 改造後の車号 | 改造前の車号 | 施工   | 落成後の配置区所 | 備考                   |
| ------------ | ------------ | ------ | ---------------- | ---------------------- |
| マニ35 2201  | スハニ35 9   |        |                  |                        |
| マニ35 2202  | スハニ35 12  |        |                  |                        |
| マニ35 2203  | スハニ35 8   | 多度津 |                  | 1971年スエ31 182に改造 |
| マニ35 2204  | スハニ35 11  | 土崎   |                  | 1971年スエ31 79に改造  |
| マニ35 2221  | オハニ40 2   | 小倉   |                  | 1972年スエ31 186に改造 |
| マニ35 222   | オハニ40 3   | 多度津 |                  |                        |

### マニ37形

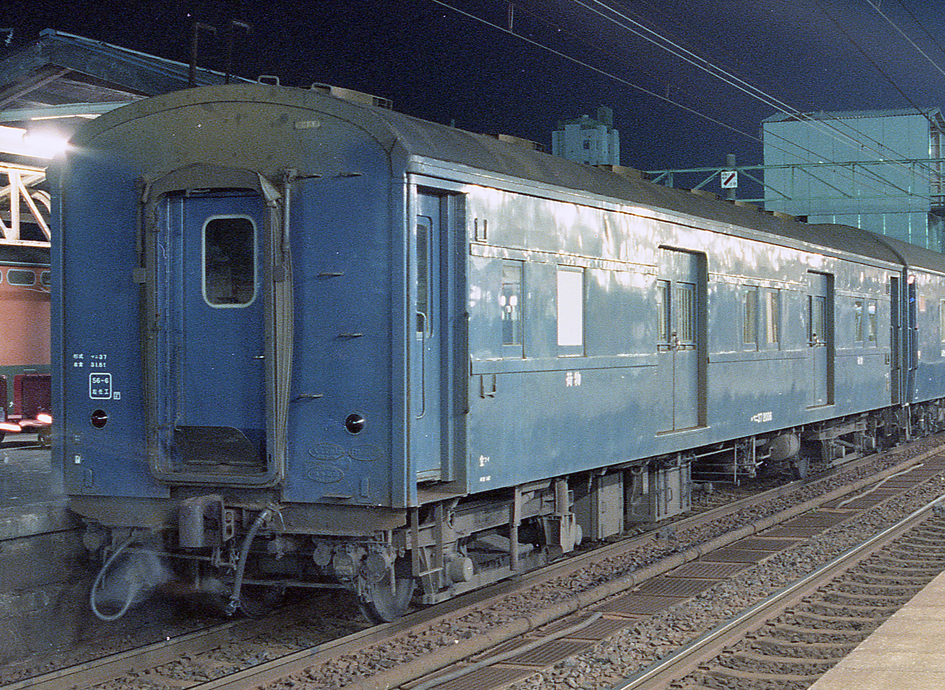
旧スロ50形の例 マニ37 2006

荷物輸送効率化を目的として旧特別二等車などを改造して1967年より製造された荷重14t・新聞パレット輸送用（17台積み）の荷物車である。
パレットによる荷物輸送が1968年10月より開始されるに先立って1967年にカニ38形とパレット搭載用に改造したマニ60形により行われた輸送試験の結果をもとに「パレット輸送のための車両」を製造することとなり、新聞輸送用のA型パレットを使用する当車と新聞・一般小荷物の混載用のB型パレットを使用するスニ40形が設計された。
改造元にはスロ60形やスロ50形などの旧特別二等車やスロネ30形が使用されているが、改造に使用できる車両が払底したことからスハ32形・スハフ32形も改造元に使用されている。
施工内容はマニ36形同様室内設備を一切取り払ったのちに1800mm幅の側引戸および片側出入台の車両への前位出入台の追設、側窓の700mm幅への変更（旧スロ50・スロ51形を除く）、出入台踏段の交換と開戸から引戸への変更、貫通路への開戸の追設が行われた。
室内はパレット搭載に対応するためマニ36形に設けられていた荷受柱や床桟、貴重品室が省略されて鋼板張りの平床とされたほか床面には走行中のパレットの移動防止のためロープ掛けを設備する。
荷物車化にあわせ台車はTR40またはTR40BからTR23に交換されたほか外部色は従来のバラ積み用車と区別するために青15号とされた。
以下改造元車両別の形態面の特徴と新旧番号の対照を解説する。

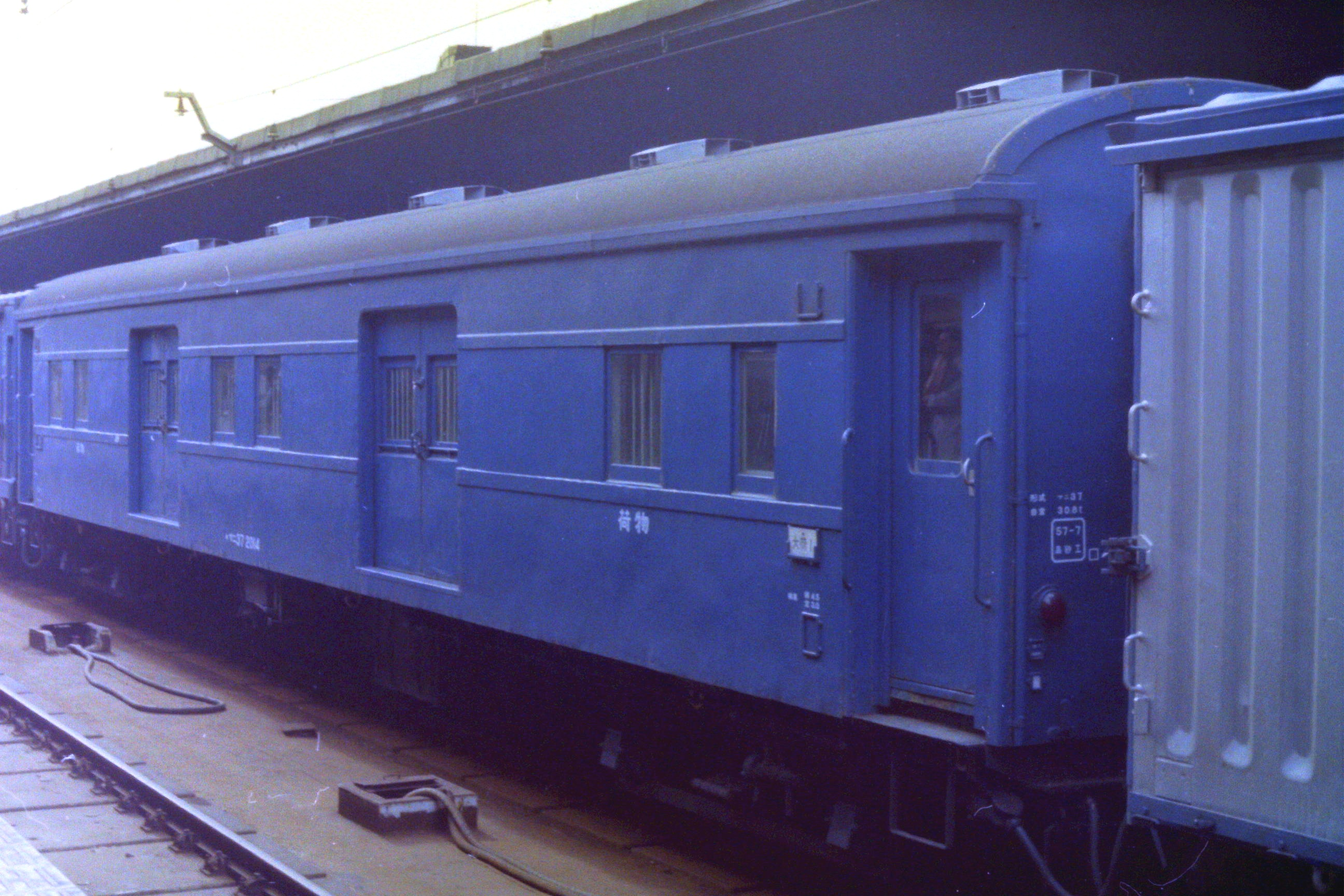
旧スロ60形の例 マニ37 2014

#### 旧スロ60形（12両）
前位は切妻、後位はきのこ形切妻となる特徴的な外観を有する。
1・2・2011 - 2020
1967年から1968年にかけてスロ60形を幡生・小倉・多度津の各工場で改造した車両で、1・2は片側出入台のままとされた。
新旧番号対照は次の旧スロ50形とともに国鉄60系客車の新旧番号対照#マニ37形（関係分）を参照。

#### 旧スロ50形（8両）
3・4・2005 - 2010
1967年から1968年にかけてスロ50形を幡生・小倉・多度津の各工場で改造した車両で、3・4は片側出入台のままとされた。
新旧番号対照は旧スロ60形にあるリンク先を参照。

#### 旧スロ51形（2両）
31・32
スロ51形を改造した車両である。
新旧番号対照は下記のとおり。
| 改造後の車号 | 改造前の車号 | 施工 | 落成後の配置区所 | 備考 |
| ------------ | ------------ | ---- | ---------------- | ---- |
| マニ37 31    | スロ51 15    | 小倉 |                  |      |
| マニ37 32    | スロ51 44    | 小倉 |                  |      |

#### 旧スロフ53形（4両）
61・2062・63・64
スロフ53形を改造した車両である。
新旧番号対照は下記のとおり。
| 改造後の車号 | 改造前の車号 | 施工   | 落成後の配置区所 | 備考                   |
| ------------ | ------------ | ------ | ---------------- | ---------------------- |
| マニ37 61    | スロフ53 1   | 小倉   |                  |                        |
| マニ37 2062  | スロフ53 4   | 多度津 |                  |                        |
| マニ37 63    | スロフ53 8   | 小倉   |                  |                        |
| マニ37 64    | スロフ53 13  | 小倉   |                  | 1974年マニ37 205に改造 |

#### 旧スロネ30形（3両）
101 - 103
1968年から1969年にかけてスロネ30形を改造した車両である。
新旧番号対照は下記のとおり。
| 改造後の車号 | 改造前の車号  | 施工 | 落成後の配置区所 | 備考                   |
| ------------ | ------------- | ---- | ---------------- | ---------------------- |
| マニ37 101   | スロネ30 2002 | 小倉 |                  |                        |
| マニ37 102   | スロネ30 2003 | 小倉 |                  | 1981年オエ61 602に改造 |
| マニ37 103   | スロネ30 2004 | 小倉 |                  |                        |

#### 旧スハ32形（6両）
改造元車両の払底に伴い追加改造された車両で、ほかの車両とは異なり次の旧スハフ32形とともに丸屋根となっているほか台車はもとのTR23をそのまま使用している。
2150 - 2155
1968年にスハ32形を国鉄多度津工場で改造した車両で、UF38台枠を使用する1938年度以降の車両が使用されている。
荷物室には700mm幅・乗務員室には450mm幅の側窓が使用されている。
新旧番号対照は下記のとおり。
| 改造後の車号 | 改造前の車号 | 施工   | 落成後の配置区所 | 備考                   |
| ------------ | ------------ | ------ | ---------------- | ---------------------- |
| マニ37 2150  | スハ32 622   | 多度津 | 尾久（東オク）   |                        |
| マニ37 2151  | スハ32 642   | 多度津 | 尾久（東オク）   |                        |
| マニ37 2152  | スハ32 643   | 多度津 | 尾久（東オク）   |                        |
| マニ37 2153  | スハ32 647   | 多度津 | 尾久（東オク）   | 1982年オエ61 603に改造 |
| マニ37 2154  | スハ32 648   | 多度津 | 尾久（東オク）   |                        |
| マニ37 2155  | スハ32 651   | 多度津 | 尾久（東オク）   |                        |

#### 旧スハフ32形（2両）
上欄の旧スハ32形とともに丸屋根の車体をもち、車内設備を旧スハ32形に合わせてあることからもともと設備していた手ブレーキは4位内妻よりに移設されている。
2156・2157
1968年にスハフ32形を国鉄小倉工場で改造した車両で、2156はUF30台枠車、2157はUF38台枠車が使用されている。
落成後隅田川区（東スミ）に配置された。
新旧番号対照は下記のとおり。
| 改造後の車号 | 改造前の車号 | 施工 | 落成後の配置区所 | 備考 |
| ------------ | ------------ | ---- | ---------------- | ---- |
| マニ37 2156  | スハフ32 223 | 小倉 | 隅田川（東スミ） |      |
| マニ37 2157  | スハフ32 326 | 小倉 | 隅田川（東スミ） |      |

#### ブレーキ装置改造車（5両）
1975年の山陽新幹線全通によりそれまで一般型客車で運用されてきた夜行急行「雲仙」・「西海」・「阿蘇」・「くにさき」に14系客車が投入されることとなったが、この車両は一般型客車との併結が考慮されていなかったことから併結されるマニ37形側のブレーキ装置を改造して対応することとなり、「雲仙・西海」と「阿蘇・くにさき」にそれぞれ1両2組で運用されることから所要となる4両分と予備車1両分を改造することとした。
201 - 205
1974年にマニ37 1 - 4とマニ37 64を国鉄高砂工場で改造した車両で、施工内容はブレーキ弁の三圧力式化と制御装置の取り付け、あわせて201 - 204には前位に出入台を追設した。
新旧番号対照は下記のとおり。
| 改造後の車号 | 改造前の車号 | 施工 | 落成後の配置区所 | 備考                   |
| ------------ | ------------ | ---- | ---------------- | ---------------------- |
| マニ37 201   | マニ37 1     | 高砂 |                  |                        |
| マニ37 202   | マニ37 2     | 高砂 |                  | 1981年オエ61 601に改造 |
| マニ37 203   | マニ37 3     | 高砂 |                  |                        |
| マニ37 204   | マニ37 4     | 高砂 |                  |                        |
| マニ37 205   | マニ37 64    | 高砂 |                  |                        |

## 事業用車への改造
マニ50形やマニ44形など新型車両の増備に伴い第一線を退いた車両の多くは順次除籍されていったが、大きな側引戸と搭載スペースを持つことから一部の車両は事業用車（救援車）に改造されることとなった。

### スエ31形
マニ35形を改造して救援車とした車両で、1969年から1974年にかけて盛岡・名古屋・長野・新津・大宮・多度津・土崎の各工場で合計9両が改造された。
このうち名古屋工場で改造され高山区に配置されたスエ31 69は出場先となる高山本線が切り通しや築堤が多く車両側面からの資材取卸が困難であることから前位外妻に下降式の開き戸と作業灯を設備していることが特徴である。
新旧番号対照は下記のとおり。
| 改造後の車号 | 改造前の車号 | 施工   | 落成後の配置区所 | 備考                     |
| ------------ | ------------ | ------ | ---------------- | ------------------------ |
| スエ31 69    | マニ35 2014  | 名古屋 | 高山（名タヤ）   | 旧スハニ31形・山岳線仕様 |
| スエ31 70    | マニ35 2015  | 名古屋 | 名古屋（名ナコ） | 旧スハニ31形             |
| スエ31 71    | マニ35 2016  | 名古屋 | 名古屋（名ナコ） | 旧スハニ31形             |
| スエ31 79    | マニ35 2204  | 大宮   |                  | 旧スハニ35形・TR47台車   |
| スエ31 182   | マニ35 2203  | 土崎   | 山形（秋カタ）   | 旧スハニ35形・TR47台車   |
| スエ31 184   | マニ35 56    | 新津   | 新津（新ニツ）   | 旧スハニ32形             |
| スエ31 185   | マニ35 2060  | 多度津 | 高知（四コチ）   | 旧スハニ32形             |
| スエ31 186   | マニ35 2221  | 長野   | 篠ノ井（長シノ） | 旧オハニ40形・TR23台車   |
| スエ31 187   | マニ35 2051  | 盛岡   | 盛岡（盛モカ）   | 旧スハニ32形             |

### オエ61形

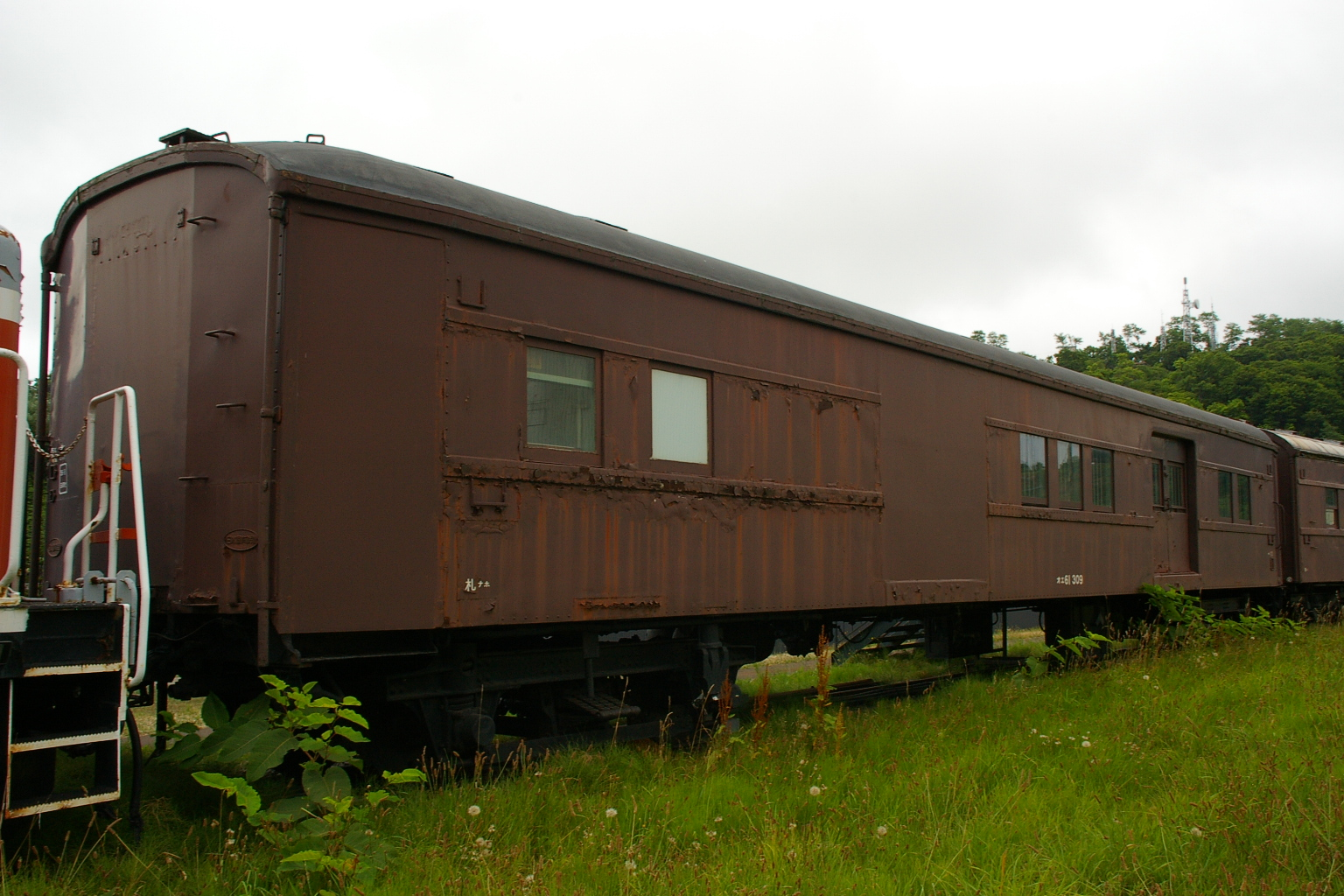
オエ61 309 マニ36 2004（旧オロ35形）の改造車。救援車化に伴い後位側引戸・出入台および貫通路が閉鎖されている。

マニ36形およびマニ37形を改造して救援車とした車両で、旭川・五稜郭・幡生・鹿児島・小倉・名古屋・大宮・高砂の各工場で合計22両が改造された。
本来オエ61形は鋼体化客車（60系）を救援車に改造した車両をあらわす形式であるが、1980年以降にマニ36・37形を改造した車両はオエ61形に編入され、マニ36形の改造車は301から、マニ37形の改造車は601から付番してこれを区別した。
このため鋼体化客車の形式に鋼体化客車ではない車両が含まれることとなった（ただし308と601は旧スロ60形であるため鋼体化客車である）。
新旧番号対照は下記のとおり。
| 改造後の車号 | 改造前の車号 | 施工   | 落成後の配置区所 | 備考                              |
| ------------ | ------------ | ------ | ---------------- | --------------------------------- |
| オエ61 301   | マニ36 2006  | 旭川   | 旭川（旭アサ）   | 旧オロ35形                        |
| オエ61 302   | マニ36 2007  | 五稜郭 | 苫小牧（札トマ） | 旧オロ35形                        |
| オエ61 303   | マニ36 2013  | 大宮   | いわき（水ワキ） | 旧スロハ32形                      |
| オエ61 304   | マニ36 2099  | 大宮   | 小山（北ヤマ）   | 旧スハ32形                        |
| オエ61 305   | マニ36 2100  | 大宮   | 新鶴見（南ツソ） | 旧スハ32形                        |
| オエ61 306   | マニ36 2101  | 大宮   | 新小岩（千シワ） | 旧スハ32形                        |
| オエ61 307   | マニ36 49    | 小倉   | 南延岡（分ミノ） | 旧オロ35形・現車はスエ31 47に振替 |
| オエ61 308   | マニ36 320   | 鹿児島 |                  | 旧スロ60形                        |
| オエ61 309   | マニ36 2004  | 五稜郭 | 倶知安（札クチ） | 旧オロ35形                        |
| オエ61 310   | マニ36 2003  | 大宮   | 佐倉（千サク）   | 旧スロ34形                        |
| オエ61 311   | マニ36 2015  | 大宮   | 品川（南シナ）   | 旧スロハ32形                      |
| オエ61 312   | マニ36 2112  | 大宮   | 茅ヶ崎（南チサ） | 旧スハ32形                        |
| オエ61 313   | マニ36 86    | 幡生   | 厚狭（広アサ）   | 旧オロ35形                        |
| オエ61 314   | マニ36 224   | 幡生   | 下関（広セキ）   | 旧オハ35形                        |
| オエ61 315   | マニ36 74    | 幡生   | 小郡（広コリ）   | 旧スロハ31形                      |
| オエ61 316   | マニ36 59    | 幡生   | 厚狭（広アサ）   | 旧オロ40形長柱構造車              |
| オエ61 317   | マニ36 2259  | 旭川   | 釧路（釧クシ）   | 旧オハ35形                        |
| オエ61 318   | マニ36 104   | 名古屋 | 名古屋（名ナコ） | 旧スハ32形                        |
| オエ61 319   | マニ36 334   |        |                  | 旧スロネ30形                      |
| オエ61 601   | マニ37 202   | 高砂   | 岡山（岡オカ）   | 旧スロ60形・青15号                |
| オエ61 602   | マニ37 102   | 幡生   | 広島（広ヒロ）   | 旧スロネ30形・ぶどう色2号         |
| オエ61 603   | マニ37 2153  | 高砂   | 竜華（天リウ）   | 旧スハ32形・青15号                |